# كارلوس تروشو
كارلوس تروشو (بالإسبانية: Carlos Trucco)‏ (مواليد 8 أغسطس 1957) هو لاعب كرة قدم. يلعب مع منتخب بوليفيا لكرة القدم. سبق له أن لعب في كأس العالم لكرة القدم مع منتخب بلاده.

## روابط خارجية
- كارلوس تروشو على موقع الاتحاد الدولي (مؤرشف)  (الإنجليزية)
- كارلوس تروشو على موقع قاعدة بيانات كرة القدم.إي يو (الإنجليزية)
- كارلوس تروشو على موقع ناشيونال فوتبول تيمز (الإنجليزية)
- كارلوس تروشو على موقع عالم كرة القدم.نت (الإنجليزية)